# Thomas Fleischer
Thomas Fleischer (Lörrach, 20 febbraio 1971) è un ex ciclista su strada tedesco.

## Palmarès

### Strada
- 1992 (Dilettanti, una vittoria)

Classifica generale Tour de Suisse Orientale
- 1993 (Subaru-Montgomery, una vittoria)

6ª tappa Fresca Classic (Milwaukee > Milwaukee)
- 1996 (Lotto-Isoglass, due vittorie)

3ª tappa Tour de Wallonie (Chapelle-lez-Herlaimont > Amay)
Classifica generale Tour de Wallonie

#### Altri successi
- 1997 (Lotto-Mobistar)

Criterium Wyhl

## Piazzamenti

### Grandi Giri
- Tour de France

1996: ritirato (14ª tappa)

### Classiche monumento
- Milano-Sanremo

1996: 150º
- Liegi-Bastogne-Liegi

1994: 77º
1995: 42º

### Competizioni mondiali
- Campionati del mondo

Mosca 1989 - In linea Junior: 43º
Agrigento 1994 - In linea Elite: ritirato
Duitama 1995 - In linea Elite: ritirato